# Zlín Z 26 Trener
Le Zlín Z 26 est un avion monomoteur léger, construit à la fin des années 1940 par Zlín en Tchécoslovaquie. Il a été conçu comme avion d'entraînement militaire, mais certaines de ses variantes sont des avions d’acrobatie aérienne fort appréciés.